# Öffentliche Soziologie
Öffentliche Soziologie ist die soziologische Wissenschaftskommunikation, die sich aktiv und gezielt an Anspruchsgruppen jenseits der internen soziologischen Fachöffentlichkeit richtet. Sie bezeichnet also das Management der öffentlichen Kommunikation der Soziologie.
Wie in anderen Wissenschaften auch, wurde auch in der Soziologie lange primär die interne Wissenschaftskommunikation als professionell und legitim angesehen, so dass gezielte externe Soziologiekommunikation mit einem erhöhten Reputationsrisiko einherging. Doch die breite öffentliche Vermittlung soziologischer Erkenntnisse ist auch für die Soziologie zunehmend wichtig, will sie nicht in der wachsenden Konkurrenz gesellschaftlicher Meinungsbildungsprozesse ungehört bleiben oder fehlinterpretiert werden. Deshalb beginnen soziologische Berufsverbände und Soziologen zunehmend auf die Notwendigkeit solcher externer Wissenschaftskommunikation für die Soziologie hinzuweisen und diese seit 1988 mit dem englischen Begriff Public Sociology und seit 2005 mit dem deutschen Begriff Öffentliche Soziologie zu bezeichnen, zu legitimieren und einzufordern.
Schon die Begriffe Public Sociology bzw. Öffentliche Soziologie machen deutlich, dass es der Soziologie um die Ansprache neuer publics bzw. der Öffentlichkeit geht und damit um Public Relations oder Öffentlichkeitsarbeit der Soziologie, ihrer Institutionen und Vertreter.

## Entstehung und Begriffsentwicklung
Die Professionalisierung und Institutionalisierung der Soziologie ließ die innersoziologischen Diskurse immer umfangreicher und bedeutsamer werden. Seit Mitte des 20. Jahrhunderts begannen Soziologen, die Gefahr der Selbstreferenzialität und kommunikativen Schließung der Soziologie gegenüber der Öffentlichkeit als Anspruchsgruppe bzw. den Prozessen der öffentlichen Meinungsbildung sowie der Wissensgenerierung kritisch zu reflektieren:
- 1956 wies Norbert Elias auf die Probleme von „Involvement und Detachment“[1] hin – nicht nur für die Soziologie, sondern für alle „Menschenwissenschaften“. 1970 bemängelte er das „Ideal eines hohen Professionalismus“, durch das eine absolute Autonomie des jeweils eigenen Spezialfaches mit Fachausdrücken, Theorien und Methoden erreicht werden soll und dadurch Nichtspezialisten unzugänglich wird: „Die Festung ist vollendet, die Zugbrücken werden hochgezogen“[2]. Er mahnte, dass die schwierige wissenschaftliche Balance zwischen Involvierung und Distanzierung durch Abstraktion des Forschungsgegenstandes und Distanzierung vom Forschungsgegenstand nur unzureichend bewältigt werden kann[3]. Solange der Soziologie nicht ein „höheres Maß von Selbstdistanzierung, ein Sich-selbst-aus-dem-Zentrum-rücken“ und Kommunikation gelinge, sei auch ein Soziologe ein „homo sociologicus“, d. h. eine Form des homo clausus, der sich als „denkendes Ich im inneren seines Kopfes der ganzen Welt gegenüber gestellt findet“[4]. Elias selbst bemühte sich deshalb in seiner Arbeit um möglichst wenig abstrakte Begriffskonzepte, Formulierungen, Theorien und Methoden (prozesssoziologischer Ansatz).
- 1988 bezeichnete Herbert J. Gans als Präsident der American Sociological Association die gezielte Ansprache der Öffentlichkeit als Anspruchsgruppe der Soziologie erstmals explizit als Public Sociology.[5]
- 2004 betonte Michael Burawoy als Präsident der American Sociological Association erneut die Notwendigkeit einer Public Sociology[6].
- 2005 wurde die Debatte mit einer Publikation von 11 Thesen Burawoys in Deutschland aufgenommen, durch Ulrich Beck und Heinz Bude reflektiert und der Begriff als „Öffentliche Soziologie“ übersetzt[7]:
  - Ulrich Beck: „Die Soziologie, theoretisch hochreflektiert und methodenbewusst, verliert – und zwar quer zu der Vielfalt ihrer Methoden- und Theoriepositionen – ihre öffentliche Stimme, droht, öffentlichkeitsblind, öffentlichkeitstaub zu werden; ja mehr noch, gründet ihren professionellen Stolz (um die Habermas’sche Formel umzudrehen) geradezu auf ihrer „kommunikativen Inkompetenz“ für öffentliche und praktische Belange und Fragen. Dies wird ergänzt und verstärkt durch eine Öffentlichkeit, die soziologieblind und -taub geworden ist.“[8]
  - Heinz Bude greift die zwei Hauptargumente Burawoys zur Begründung einer „Suche nach einer öffentlichen Soziologie“ auf: „Die soziologische Adressierung ging immer mehr an den gesellschaftlichen Selbstverständigungsprozessen vorbei, (…) hat sich (…) zumindest in den USA und in den unter der Hegemonie der amerikanischen Soziologie stehenden westlichen Soziologien in ihr professionelles Gehäuse zurückgezogen. Gegen eine Politik der öffentlichen Überzeugungen kann eine Soziologie der feinen Unterschiede nichts ausrichten.“ Außerdem würde im normalen Karriereweg eines Soziologen die „ursprüngliche Haltung der moralischen Empörung und des sozialen Engagements“ erkalten. Ziel einer Öffentlichen Soziologie sei es, so Bude, die Soziologie zu einer „von der Allgemeinheit geschätzten und in der Öffentlichkeit vernehmbaren Reflexionswissenschaft der gesellschaftlichen Selbstorganisation“ zu machen, denn für die Gesellschaft bieten soziologische Analysen „Möglichkeiten des Weiterkommens und Formen der Selbstbildung“[9].

## Anforderungen kommunikativer Professionalisierung
Für „Kommunikations-“ bzw. „PR-Laien“ ist es charakteristisch, dass sie die Systeme der Alltagspublizistik wie Public Relations, Propaganda, Werbung oder Journalismus nicht unterscheiden, sondern das im Journalismus vorherrschende, unscharfe und negative Image der Public Relations unbewusst übernehmen.
Zur Professionalisierung der Wissenschaftskommunikation stehen soziologische Institutionen und Vertreter vor der klassischen Aufgabe des Aufbaus und der Professionalisierung von Öffentlichkeitsarbeit für ihr Fachgebiet. Dies ist aufgrund der Ausgangsbedingungen nicht einfach zu bewältigen:

### Legitimisierung kommunikativer Professionalisierung
Gerade für die Soziologie als Wissenschaft, die die Gesellschaft und ihren Wandel beobachtet und beschreibt, ist das gezielte Einwirken auf gesellschaftliche Meinungsbildungsprozesse und damit gesellschaftlichen Wandel höchst ambivalent. Denn damit verlässt sie – absichtlich und offen sichtbar – eine Beobachterposition und wird zum Akteur: Dies beeinträchtigt ihre Glaubwürdigkeit im Entlarven sozialer Konstruktionen, denn sie wird – nicht mehr nur verdeckt, sondern offensichtlich – selbst zum Konstrukteur. Wo sie soziale Funktionsprinzipien erfolgreich offenlegt, können diese sozial nicht nur positiv genutzt, sondern auch missbraucht werden. Renommierte Soziologen wie etwa Pierre Bourdieu nutzen deshalb gezielt eine schwer verständliche, „komplexe Schreibweise“, um Missbrauch und Missverständnissen vorzubeugen. Die Kultivierung einer solchen kommunikativen Schließung der Soziologie gegenüber der Öffentlichkeit kritisiert Ulrich Beck.

### Bereitstellung von Ressourcen
Professionalisierung von externer Wissenschaftskommunikation erfordert Ressourcen, die im Wissenschaftsbetrieb im Allgemeinen – und auch in der Soziologie – kaum systematisch zur Verfügung stehen:
- Erwerb kommunikativer Managementkompetenzen in der Ausbildung,
- laufende Weiterentwicklung strategischer und operativer kommunikativer Managementkompetenzen im Beruf (Weiterbildung),
- Budgets für professionelle Kommunikation,
- Zeitkapazitäten für professionelle Kommunikation.

Auch für die Wissenschaftskommunikation der Soziologie ist insofern heute festzustellen, „dass die Kommunikation von Wissenschaft und ihren Ergebnissen mit Informationen über den eigentlichen Prozess von Wissenschaft und Forschung ergänzt werden muss.“

## Anfänge kommunikativer Professionalisierung
- 2009 wird Jutta Allmendinger als erste deutsche Soziologin mit dem Communicator-Preis der Deutschen Forschungsgemeinschaft (DFG) ausgezeichnet.[15]
- 2011 startet der Blog der Deutschen Gesellschaft für Soziologie.[16]
- 2012 plädieren Annette Treibel[17] und Stefan Selke[18] im DGS-SozBlog und der DGS-Zeitschrift Soziologie für die Überwindung „emotionaler, politischer und struktureller Barrieren“ auf dem Weg zu einer Öffentlichen Soziologie.
- 2013 startet die Deutsche Gesellschaft für Soziologie (DGS) ein erstes Veranstaltungsprojekt der Öffentlichen Soziologie unter dem Titel „DGS goes public“. Darin legt sie erstmals ihre Haltung zur Öffentlichen Soziologie dar:

1. „Die wissenschaftlichen Gegenstände der Soziologie sind zumeist Angelegenheiten von öffentlichem Interesse.
2. Die Soziologie als theoriegeleitete empirische Wissenschaft hat eine beeindruckende Expertise zur Analyse und Kritik gesellschaftlicher Phänomene und Probleme vorzuweisen.
3. Die Soziologie sollte nicht darauf warten, dass ihre Expertise von Medien oder politischen Institutionen abgefragt und angefordert wird.
4. Öffentliche Soziologie erschöpft sich nicht darin, Pressemitteilungen abzusetzen oder Feuilletons zu bestücken, sondern in den direkten, lokalen Dialog mit einem interessierten Publikum zu treten.“[19]

- 2016 reflektiert Michael Reif in der DGS-Zeitschrift Soziologie die soziologiegeschichtlichen Grundlagen der kommunikativen Schließung des Faches in Deutschland: „Intellektuelle Marksteine“ und „Teile der kognitiven Identität“ der deutschen Soziologie wurden im ersten Drittel des 20. Jahrhunderts durch den Verlauf ihrer Professionalisierung und Institutionalisierung geprägt. Dazu zählt die Abwehr unterschiedlicher Gefahren: der akademischen Diskreditierung als „sozialistische Wissenschaft“, des beabsichtigten Einsatzes der Soziologie jenseits der Universität als 'Erziehungsmittel', der politischen Vereinnahmung der Soziologie sowie der Nicht-Anerkennung des Status als Einzelwissenschaft bspw. neben der Nationalökonomie.[20] Somit folgte: „Soziologie sollte keine öffentliche oder gar anwendungsorientierte, sondern eine professionelle Wissenschaft sein. Insofern suchte sie sich ihre Zielgruppe im wissenschaftlichen Feld (…). Der Elite der Soziologie (…) ging es um den Platz unter der akademischen Sonne, das heißt um die Anerkennung als Disziplin.“[21]
- 2018 wurde mit dem DialogForum „Grundeinkommen bedingungslos. Gutes Leben lebenslänglich!?“ ein innovatives Veranstaltungsformat öffentlicher Soziologie entwickelt und umgesetzt. Am 17. November versammelten sich über 100 Bürger im Theaterhaus Jena, darunter auch zahlreiche Soziologen und Vertreter politischer Organisationen, um auf Augenhöhe über das bedingungslose Grundeinkommen in den Dialog zu treten. Veranstalter war, in Zusammenarbeit mit dem Theaterhaus Jena, die DFG-Forschungsgruppe „Postwachstumsgesellschaften“ an der Friedrich-Schiller-Universität Jena. Unterstützer und Referent der Veranstaltung war Hartmut Rosa.[22]